# Liga 3 (Portugal)
Liga 3 is het derde niveau in het Portugese voetbalsysteem. In 2021/22 werd het eerste seizoen gespeeld van deze competitie. Het is een professionele liga en wordt georganiseerd door de Portugese voetbalbond (FPF).

## Opzet
Het creëren van deze competitie is onderdeel van de herstructurering van het derde niveau in het Portugese voetbal. Tot aan het seizoen 2021/22 was dit de Campeonato de Portugal dat vanaf dat seizoen, met een gereduceerd aantal teams, het vierde niveau in Portugal is geworden.
In het eerste seizoen speelden er 24 teams in de Liga 3. Twee teams degradeerden uit de Liga Portugal 2 aan het eind van seizoen 2020/21, en 22 teams promoveerden na het seizoen 2021/22 uit de Campeonato de Portugal. Het aantal teams werd voorafgaand aan het seizoen 2023/24 gereduceerd tot 20 .
In de eerste twee edities promoveerden de winnaars van beide poules. Echter, werd nog één beslissende wedstrijd gespeeld voor het kampioenschap. Het eerste seizoen van deze competitie werd winnend afgesloten door SCU Torreense, in 2023 volgde UD Leiria. Sinds 2023/24 komt de top vier van de reguliere competitie terecht in de kampioenspoule, waarvan de nummers een en twee promoveren, de nummer drie speelt  promotie-/degradatiewedstrijden tegen de nummer zestien uit de Liga 2. De andere zes teams uit iedere poule komen na de reguliere competitie in twee poules terecht waarvan de twee slechtst presterende teams per poule direct degraderen naar amateurniveau.

## Winnaars
| Seizoen | Winnaars      | Winnaars           | Kampioenswedstrijd |
| Seizoen | Groep 1       | Groep 2            | Kampioenswedstrijd |
| ------- | ------------- | ------------------ | ------------------ |
| 2021/22 | SCU Torreense | UD Oliveirense     | 2-1 (pen.)         |
| 2022/23 | UD Leiria     | CF Belenenses      | 1-0                |
| 2023/24 | FC Alverca    | FC Felgueiras 1932 | n.v.t.             |
| 2024/25 | Lusitânia FC  | Sporting B         | n.v.t.             |

Portugese voetbalbond · Portugees voetbalelftal (mannen) · Portugees voetbalelftal (vrouwen)
Mannen
Primeira Liga · Liga Portugal 2 · Liga 3 · Campeonato de Portugal · Campeonatos distritais
Portugese voetbalbeker · Supercup
 Vrouwen
Campeonato Nacional Feminino · Campeonato Nacional de Promoção Feminino
Albanië ·
België · 
Bulgarije ·
Curaçao ·
Cyprus · 
Denemarken · 
Duitsland · 
Engeland · 
Estland · 
Finland · 
Frankrijk · 
Georgië · 
Gibraltar ·
Griekenland · 
Italië · 
Kroatië · 
Luxemburg · 
Nederland · 
Noord-Ierland · 
Noord-Macedonië · 
Noorwegen · 
Oekraïne · 
Oostenrijk · 
Polen · 
Portugal · 
Roemenië · 
Rusland · 
Schotland · 
Servië · 
Slovenië · 
Slowakije · 
Spanje · 
Tsjechië (Moravië / Bohemen) ·
Turkije · 
Wales · 
Zweden · 
Zwitserland